# Тит Эбуций Кар
Тит Эбу́ций Кар (лат. Titus Aebutius Carus; умер после 173 года до н. э.) — римский политический деятель из плебейского рода Эбуциев, претор 178 года до н. э.

## Биография
Тит Эбуций впервые упоминается в источниках в связи с событиями 183 года до н. э. Тогда он был одним из триумвиров, занимавшихся организацией римских колоний (III vir coloniae deducendae) в Парме и Мутине. В 178 году до н. э. Кар занимал должность претора и в этом качестве управлял Сардинией. В 173 году до н. э. он был одним из децемвиров, разделивших между римскими гражданами и союзниками земли, отвоёванные у лигуров и галлов: граждане получили по десять югеров, союзники — по три. После этого Тит Эбуций уже не упоминается в источниках.